# Century Gothic
A Century Gothic Paul Renner által tervezett sans-serif betűtípus, amely stílusában a Futura családra hasonlít. A Century Gothic a Monotype Imaging-re átkeresztelt cég terméke; a fontot az 1953-ban elhunyt legendás tervező, Sol Hess Twentieth Century betűtípusából fejlesztették tovább. A magassága megnövekedett, valamint további cél volt a jó reprodukálhatóság modern digitális rendszereken. Tömbszövegek, tankönyvek, gyermekolvasmányok elkészítéséhez használják.